# Kaisa Matomäki

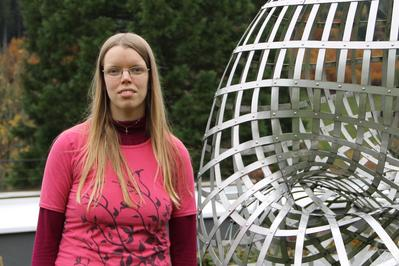
Kaisa Sofia Matomäki (2019)

Kaisa Sofia Matomäki (* 30. April 1985) ist eine finnische Mathematikerin, die sich mit analytischer Zahlentheorie befasst.

## Leben
Schon als Kind zeigte sich Matomäkis mathematische Begabung, als ihr älterer Bruder ihr Schulstoff erklärte und ihr Interesse an Zahlen weckte. Ihre Eltern unterstützten ihre mathematische Laufbahn, wenngleich sie es bedauerten, dass ihre Tochter für den Besuch einer speziellen Schule für Hochbegabte weit von ihrem Heimatort wegziehen musste. Noch während ihrer Schulzeit gewann sie den ersten Preis bei einem nationalen Mathematikwettbewerb.
Matomäki studierte Mathematik an der Universität Turku mit dem Diplom 2005 bei Matti Jutila (Diplomarbeit über die Existenz kleiner Lücken zwischen Primzahlen). Während ihrer Studienzeit war sie Trainee im Forschungszentrum von Nokia. 2009 wurde sie bei Glyn Harman am Royal Holloway College der Universität London promoviert (Applications of sieve methods in analytic number theory). Danach forschte sie wieder an der Universität Turku, wo sie 2014 Dozentin und 2015 Academy Research Fellow wurde. 2021 wurde sie zum Mitglied der Academia Europaea gewählt.
Sie ist verheiratet und hat drei Kinder.

## Wirken
Matomäki Methoden haben die Untersuchung von Primzahlen nachhaltig verändert und wurden von anderen führenden Mathematikern, etwa Terence Tao, bei der Lösung bedeutender Probleme wie dem Diskrepanz-Problem eingesetzt.
Für das Jahr 2016 erhielt sie mit Maksym Radziwill den SASTRA Ramanujan Prize, welcher insbesondere für ihre gemeinsame Veröffentlichung Multiplicative functions in short intervals von 2016 vergeben, die in der Laudatio als Durchbruch in der analytischen Zahlentheorie bezeichnet wurde. Sie stellt eine Verbindung zwischen dem Verhalten multiplikativer zahlentheoretischer Funktionen (wie der Möbiusfunktion und der Liouville-Funktion) in kleinen Abständen zu der in großen Abständen her (wo deren Verhalten teilweise gut bekannt ist). Ihre Arbeit zeigte, dass selbst auf kurzen Skalen etwa die Hälfte der Zahlen eine gerade und die andere Hälfte eine ungerade Anzahl von Primfaktoren besitzt. Sie wandten den Satz zum Beispiel an, um Fortschritte bei der Chowla-Vermutung zu erzielen.
Ein weiterer Schwerpunkt ihrer Forschung liegt auf der Untersuchung der Verteilung von Primzahlen, insbesondere auf der Kombination von Näherungen zu klassischen Vermutungen wie der Goldbach-Vermutung und der Zwillingsprimzahlvermutung.
2016 war sie eingeladene Sprecherin auf dem Europäischen Mathematikerkongress in Berlin (Around the Möbius function, mit Radziwill) und 2018 auf dem Internationalen Mathematikerkongress in Rio de Janeiro (Multiplicative functions in short intervals, and correlations of multiplicative functions, mit Radziwill). 2019 erhielt sie mit Radziwill den New Horizons in Mathematics Prize. Für 2020/21 erhielt sie den EMS-Preis (Vortrag: On primes,almost primes and the Möbius function in short intervals). Für 2021 wurde ihr der Ruth Lyttle Satter Prize in Mathematics zugesprochen. Für 2023 wurde sie mit dem Colepreis der AMS ausgezeichnet.

## Schriften
- mit M. Radziwill: Multiplicative functions in short intervals. In: Annals of Mathematics. Band 183, 2016, S. 1015–1056, Arxiv.
- Large differences between consecutive primes. In: Quarterly Journal of Mathematics. Band 58, 2007, S. 489–518.
- On signs of Fourier coefficients of cusp forms. In: Mathematical Proceedings of the Cambridge Philosophical Society. Band 152, 2012, S. 207–222.
- The distribution of α p modulo one. In: Mathematical Proceedings of the Cambridge Philosophical Society. Band 147, 2009, S. 267–283.
- mit M. Radziwill, Terence Tao: An averaged form of Chowla´s conjecture. In: Algebra & Number Theory., Band 9, 2015, S. 2167–2196, Arxiv.
- Carmichael numbers in arithmetic progressions. In: Journal of the Australian Mathematical Society. Band 94, 2013, S. 268–275.
- mit Radziwill, Tao: An averaged form of Chowla's conjecture. Algebra Number Theory 9 (2015), no. 9, 2167–2196.
- mit Radziwill: Multiplicative functions in short intervals. Ann. of Math. (2) 183 (2016), no. 3, 1015–1056.
- mit Radziwill, Tao: Sign patterns of the Liouville and Möbius functions. Forum Math. Sigma 4 (2016), Paper No. e14, 44 pp.
- mit Radziwill, Tao: Fourier uniformity of bounded multiplicative functions in short intervals on average. Invent. Math. 220 (2020), no. 1, 1–58.
- mit Radziwill, Tao, Teräväinen, Ziegler: Higher uniformity of bounded multiplicative functions in short intervals on average, Annals of Mathematics, to appear